# OK TV
OK TV é um canal de televisão tcheco, que se concentra principalmente em música, estilo de vida e entretenimento. O canal recebeu licença para funcionamento em 16 de janeiro de 2024, válida por 12 anos, e iniciou suas transmissões em 16 de maio de 2024. Concentra-se numa programação positiva, sem violência e sem reportagens centradas em conflitos de guerra ou outros acontecimentos negativos.

## História
O canal solicitou licença para transmissão em dezembro de 2023 e começou a preparar o lançamento para maio de 2024. Foi apresentado ao público em 7 de maio de 2024 e apresentou 20 programas de produção própria. A gerência do canal anunciou planos de obter 2% de participação de mercado. Começou a transmitir em 16 de maio de 2024. O principal canal de distribuição era o DVB-T2 de propriedade da Digital Broadcasting. OK TV assinou contrato com as operadores SledováníTV, PODA, Lepší.TV, Antik Telekom e Grape SC.
Devido a um conflito entre o diretor-geral Jan Hloch, responsável pelo controle da licença de transmissão, e os fundadores da emissora, Jana e Artur Kaiser, responsáveis pela operação da OK TV, a transmissão foi interrompida, entre os dias 15 e 16 de novembro de 2024. Os fundadores declararam a intenção de retomar a transmissão com uma nova licença, a qual foi obtida em 3 de dezembro do mesmo ano pela empresa TV OK s.r.o., de Jana Kaiserová. A transmissão foi retomada em 12 de dezembro de 2024.